# トライスタージム
トライスタージム（Tristar Gym）は、カナダの総合格闘技ジム。ケベック州モントリオールに所在。

## 概要
1991年にコンラッド・プラ、ミシェル・ラヴァレ、ロン・ディ・セッコによって設立される。2008年、ジムのコーチおよびジョルジュ・サンピエールのヘッドトレーナーを務めていたフィラス・ザハビに売却され、ザハビが新オーナーとなった。

## コーチ
- フィラス・ザハビ - ヘッドトレーナー
- コンラッド・プラ

## 主な所属選手
- ケビン・リー
- ジョアン・コールダウッド
- イライアス・テオドロウ
- アイマン・ザハビ
- ライアン・ホール
- ミアサド・ベクティック
- ジョセフ・ダフィー
- ミッキー・ガル
- セージ・ノースカット
- トム・ブリーズ
- ザック・マコウスキー

## 元所属選手
- ジョルジュ・サンピエール（UFC世界ウェルター級、ミドル級王者）
- ローリー・マクドナルド（Bellator世界ウェルター級王者）
- ミゲール・トーレス
- ケニー・フロリアン
- デニス・カーン
- ジョニー・ウォーカー
- デビッド・ロワゾー
- フランシス・カーモン
- クリストフ・ミドゥ・"ザ・フェニックス"
- アイヴァン・メンジバー
- マーク・ボーチェック